# Jakow Siergunin
Jakow Siergunin ros. Яков Александрович Сергунин (ur. w 1954 w Bieriozowsku, zm. 25 czerwca 2004 w Moskwie), wojskowy rosyjski, generał.
W latach 2001–2003 był wicepremierem w kontrolowanej przez Rosję administracji państwowej Czeczenii. 
Został zastrzelony w Moskwie, w zamachu ciężko ranna została również jego żona.